# Communauté du choix démocratique

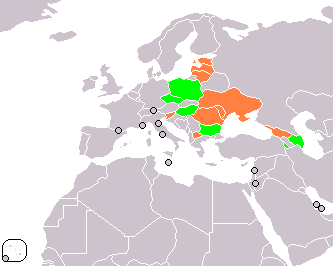
Communauté du choix démocratique (CCD).
États membres
États observateurs

La Communauté du choix démocratique (en anglais Community of Democratic Choice, CDC) est une organisation intergouvernementale établie le 2 décembre 2005 par neuf États d'Europe de l'Est, du Nord et centrale à Kiev. Elle a été principalement signée par les pays de la région entre la mer Baltique, la mer Noire et la mer Caspienne (« les trois mers ») Son objectif principal est de promouvoir la démocratie, les droits de l'homme et la primauté du droit dans la région.

## Pays membres
- Pays membres fondateurs :
  -  Estonie
  -  Géorgie
  -  Lettonie
  -  Lituanie
  -  Macédoine du Nord
  -  Moldavie
  -  Roumanie
  -  Slovénie
  -  Ukraine
- Organisations/États observateurs
  -  Azerbaïdjan
  -  Bulgarie
  -  États-Unis
  -  Hongrie
  -  Organisation pour la sécurité et la coopération en Europe (OSCE)
  -  Pologne
  -  République tchèque
  -  Union européenne

## Réunions
- 1er-2 décembre 2005 : Kiev (Ukraine)
- 9-10 mars 2006 : Tbilissi (Géorgie)
- Mai 2006 : Vilnius (Lituanie)

### Sources
- (en) Cet article est partiellement ou en totalité issu de l’article de Wikipédia en anglais intitulé « Community of Democratic Choice » (voir la liste des auteurs).